# Anadara perlabiata
Anadara perlabiata – gatunek morskiego, osiadłego małża z rodziny arkowatych (Arcidae).
Muszla o wymiarach: długość 3,3 cm, wysokość 3,0 cm, średnica 2,9 cm. Żyje na głębokości do 82 metrów. Odżywia się planktonem.
Występuje od Zatoki Kalifornijskiej po Peru.